# Oppum
Oppum – dzielnica miasta Krefeld w Niemczech, w kraju związkowym Nadrenia Północna-Westfalia, w rejencji Düsseldorf.

## Historia
Miasto Oppum powstało jako frankońska osada rolnicza prawdopodobnie około roku 500. Pierwsza wzmianka o tym miejscu pochodzi z roku 1072 w dokumencie Wormacji jako prezent od późniejszego cesarza Henryka IV dla Kaiserswerther. W dokumencie miasto nazwano Uphem. Do 1392 roku Oppum należało do księstwa Kleve, a potem do Elektoratu Kolonii. Po francuskiej okupacji w czasie wojen napoleońskich w latach 1794–1814 część prowincji nadreńskiej, podobnie jak cała Nadrenia, stała się częścią państwa Prusów.

## Populacja

### Demografia
Według spisu ludności z 2023 roku w dzielnicy Oppum mieszkało 8452 mieszkańców, z czego 4168 to mężczyźni, a 4284 to kobiety. 6991 mieszkańców dzielnicy ma pochodzenie niemieckie, a 1461 pochodzenie zagraniczne.

## Transport
W Oppum znajduje się trzyperonowy dworzec regionalny Krefeld-Oppum, który został otwarty w 1877 roku. W 1892 roku otwarto warsztat naprawy kolei.

## Język
Do drugiej wojny światowej Platt był, jak we wszystkich miejscach nad Dolnym Renem, językiem potocznym większości populacji. Oppumer Platt jest zbliżony do dialektu miejskiego Krefeld (Krieewelsch), chociaż pod pewnymi względami różni się od niego. Starsi mieszkańcy dzielnic Oppum, Linn, Bockum czy Krefeld potrafią rozpoznać wzajemne pochodzenie po tonie i użyciu dialektu.